# Rubão (futebolista)
Rubens Ignácia Vicência, mais conhecido como Rubão (Criciúma,  9/9/1939 - Criciúma, 14 de março de 2014) foi um futebolista brasileiro que atuava como goleiro. Foi um dos maiores ídolos do Avaí e do Metropol, clube extinto de Criciúma.

## Carreira
Rubão atuou no Avaí Futebol Clube, único clube que defendeu em sua carreira, entre os anos de 1972 a 1976. É até os dias atuais, considerado um dos atletas mais folclóricos do futebol catarinense e do Avaí, tendo várias histórias contadas dos tempos em que era atleta profissional. Também jogou no Metropol, como goleiro titular de 1960 à 1969.
Foi o goleiro titular do Avaí no famoso jogo contra o Santos, de Pelé, na Ressacada. Antes do jogo, Rubão teria dito "Vou jogar contra, mas não tomarei gol do Rei Pelé." Dito e feito, apesar da derrota para o time de Santos, Rubão segurou a forte pressão e não tomou gol do rei.
Ao lado de Eduardo Martini e César Silva, foram os únicos goleiros a marcarem gols com a camisa do Avaí.
Foi o primeiro goleiro do Avaí a fazer um gol, foi em 1974 cobrando pênalti.   Fez 8 gols com a camisa do Leão cobrando pênaltis. 

## Morte
Faleceu no dia 14 de março de 2014, aos 75 anos, em Criciúma (sua cidade natal), por um câncer. Deixou a esposa e quatro filhos: Oneide Alano da Rosa Vicência (esposa) e filhos: Rubneide Vicência Lúcio, Rubnélia Alano Vicência, Rubnara da Rosa Vicência e Rémerson Luiz Vicência

## Títulos
Metropol
- Campeonato Catarinense - 1960, 1961 e 1962

Avaí
- Campeonato Catarinense - 1973 e 1975.
- Torneio Integração Paraná-Santa Catarina - 1972
- Copa do Atlântico - 1973
- Torneio Quadrangular de Florianópolis - 1975
- Goleiro da seleção catarinense em 1963 e o primeiro goleiro a realizar um gol de uma trave à outra em Santa Catarina.